# Watt
 For alternative betydninger, se Watt (flertydig). (Se også artikler, som begynder med Watt)
Enheden watt (symbol W) er en fysisk måleenhed for effekt.
1 watt er defineret som den effekt, der ydes, når der hvert sekund udføres et arbejde (eller omsættes en energi) på 1 joule, altså 1 W = 1 J/s. Desuden kan den beregnes som produktet af volt og ampere, dvs. 1 W = 1 V * 1 A.
Måleenheden er en afledt SI-enhed opkaldt efter James Watt.
Watt anvendes sammen med SI-præfiks for at danne større eller mindre enheder.
| Enheder  | Symbol | Betydning                  |
| -------- | ------ | -------------------------- |
| kilowatt | kW     | 103 watt = 1 000 watt      |
| megawatt | MW     | 106 watt = 1 000 kilowatt  |
| gigawatt | GW     | 109 watt = 1 000 megawatt  |
| terawatt | TW     | 1012 watt = 1 000 gigawatt |

| Enheder   | Symbol | Betydning                   |
| --------- | ------ | --------------------------- |
| milliwatt | mW     | 10-3 watt = 0,001 watt      |
| mikrowatt | μW     | 10-6 watt = 0,001 milliwatt |
| nanowatt  | nW     | 10-9 watt = 0,001 mikrowatt |
| pikowatt  | pW     | 10-12 watt = 0,001 nanowatt |

## Bemærkning
Effektenhederne:
- 1 kW svarer til ca. 1,36 hk
- 1 hk svarer til ca. 0,736 kW
- 1 kilowatt-time per år (kWh/a) svar til ca. 0,11 watt

Energienheden:
- 1 kWh (kilowatt-time) er effekten 1 kW udført i 3600 sekunder (3,6 MJ)